# (187) Lamberta
(187) Lamberta – planetoida z pasa głównego asteroid okrążająca Słońce w ciągu 4 lat i 190 dni w średniej odległości 2,73 au. Została odkryta 11 kwietnia 1878 roku w Marsylii przez Jérôme Coggię. Nazwa planetoidy została nadana na cześć szwajcarskiego matematyka i astronoma Johanna Lamberta.